# WQXR-FM
WQXR-FM — радиостанция, лицензированная в Ньюарке, штат Нью-Джерси, США, и осуществляющая вещание в Нью-Йоркской агломерации.

## История
Была создана в 1936 году как радиостанция AM-диапазона WQXR. Основана Джоном Хоганом и Эллиотом Сэнгером. До 1939 года станция использовалась для ретрансляции сигнала экспериментального радиопередатчика Эдвина Армстронга, использовавшего частотную модуляцию. После этого Хоган и Сэнгер начали собственную передачу с помощью частотной модуляции на частоте 42,3 МГц, получив позывной W2XQR.
В 1944 году материнская компания станции, Interstate Broadcasting Company, была продана New York Times Company. После изменения частот вещания FM-диапазона, станция получила частоту 96,3 МГц и позывной WQXR-FM.
Распространение сигнала до 1965 года осуществлялось с крыши Чанин-билдинг, затем с крыши Эмпайр-стейт-билдинг.
New York Public Radio приобрело WQXR-FM 14 июля 2009 году. При этом произошёл обмен частотами со станцией WCAA, и WQXR-FM продолжила вещание на частоте 105,9 МГц. Стоимость частоты составила 11,5 млн. долл.

## Формат
Транслируют классическую музыку. Также вещают через интернет.